# Clinceni (gmina)
Clinceni – gmina w południowo-zachodniej części okręgu Ilfov w Rumunii. W skład gminy wchodzą trzy wsie: Clinceni, Olteni i Ordoreanu. W 2011 roku liczyła 6808 mieszkańców.